# Camillina galianoae
Camillina galianoae är en spindelart som beskrevs av Norman I. Platnick och Murphy 1987. Camillina galianoae ingår i släktet Camillina och familjen plattbuksspindlar. Inga underarter finns listade.